# Zasadnicze niewypukłości
Zasadnicze niewypukłości (ang. fundamental nonconvexities) - zjawisko związane z efektami zewnętrznymi w gospodarce, na które w związku z obserwacjami R. H. Coase'a zwrócili uwagę D. A. Starrett oraz J. J. Laffont. Polega na tym, że w sytuacji związanej z na przykład ujemnym efektem zewnętrznym w postaci zanieczyszczeń produkowanych przez fabryki oraz rozważanym przez autorów rynku obrotu zezwoleniami w przypadku ograniczeń co do ich emisji dochodzi do powstania nieciągłości rynkowej krzywej podaży. Jeżeli krzywa popytu na zezwolenia przebiegać będzie w obszarze tejże nieciągłości, na rynku tym nie będzie równowagi.
Przykład opiera się na tym, że fabryka poza usługami, które oferuje w ramach swojej własnej działalności gospodarczej, ma pozwolenie na daną emisję zanieczyszczeń. Jednak jeżeli ich nie wykorzystuje, może je sprzedać innym fabrykom. Na podstawie krzywej możliwości produkcyjnych wiadomo, że wraz ze wzrostem wydzielania zanieczyszczeń maleje produkcja, ale zbiór dopuszczalnych kombinacji produkcji i emisji spalin jest zbiorem wypukłym na wykresie. Przy limicie emisji fabryka zaprzestaje działalności. Jednak jeżeli limit ten zostanie zwiększony, to powyższy zbiór przestaje być wypukły, co powoduje nieciągłość krzywej podaży.
Jeżeli rozważa się cenę dóbr produkowanych przez dana fabrykę i cenę zezwoleń na emisję zanieczyszczeń, które może sprzedać, to jeśli cena zezwoleń wzrośnie, fabryka skupi się bardziej na sprzedaży tychże zezwoleń, przez co zmaleje produkcja. Jeśli cena zezwoleń przewyższy cenę usług, fabryka zakończy handel usługami, a całkowicie zajmie się sprzedażą wszystkich swoich zezwoleń. Ilość emitowanych zanieczyszczeń przez inne fabryki zwiększy się, ale dalszy wzrost ceny zezwoleń nie będzie miał już wpływu na produkcję danej fabryki, ponieważ osiągnęła ona już poziom zerowy.